# 弗兰克·达维德
弗兰克·达维德（法語：Franck David，1970年3月21日—），法国男子帆船运动员。他曾代表法国参加1992年夏季奥林匹克运动会帆船比赛，获得男子Lechner A-390级金牌。